# Złącze F

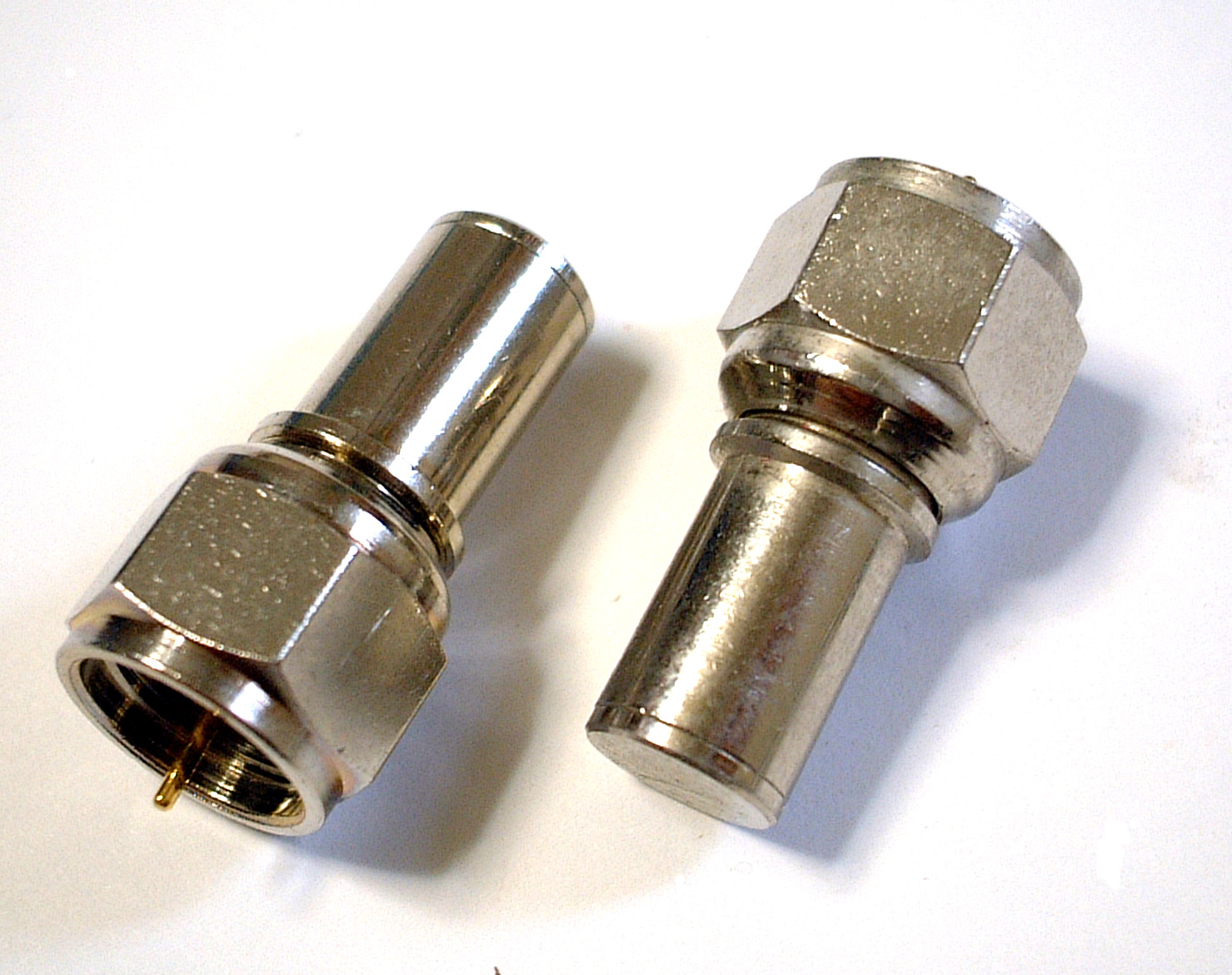
Terminator końcowy ze złączem typu F

Złącze typu F – współosiowe złącze zakręcane lub zaciskane (stożkowo, kompresyjnie), wykorzystywane do łączenia kabli koncentrycznych o impedancji 75 Ω w instalacjach telewizji kablowych, modemach kablowych oraz telewizji satelitarnej.
Złącze występuje też w tzw. odmianie szybkiej, gdzie wtyk męski nie posiada gwintu co przyspiesza proces przełączania kabla.